# Marika Šoposká
Marika Šoposká (nacida el 12 de noviembre de 1989 en Havlíčkův Brod) es una actriz checa.

## Filmografía seleccionada

### Películas
- Bába (2008)
- Poupata (2011)
- Lidice (2011)
- Jan Hus (2015)
- Já, Olga Hepnarová (2016)
- The Play (2019)[4]

### Series de televisión
- Josephine, Guardian Angel (2007)
- Cirkus Bukowsky (2013)
- První republika (2014)
- Ordinace v růžové zahradě (2017)[5]